# Salvatore Giuliano (film)
Salvatore Giuliano is een Italiaanse dramafilm uit 1962 onder regie van Francesco Rosi.

## Verhaal
Na de Tweede Wereldoorlog verzet de Siciliaanse nationalist Salvatore Giuliano zich tegen corrupte Italiaanse politici. Door zijn rebellie is hij geliefd bij de Siciliaanse boeren. Gaandeweg evolueert Giuliano van een rebel naar een bandiet. Zelfs zijn trouwste volgelingen beginnen aan hem te twijfelen. 